# Los Baxter
Los Baxter (en inglés: The Baxters) es una serie de televisión de drama familiar estadounidense basada en la serie de libros "Redemption" de Karen Kingsbury, desarrollada por Roma Downey y transmitida en Prime Video el 28 de marzo de 2024.

## Sinopsis
La serie sigue a Elizabeth y John Baxter y sus cinco hijos adultos mientras atraviesan varios viajes de aprendizaje de vida.  La fortaleza de los lazos familiares se pondrá a prueba una y otra vez. El amor y su fe  cristiana evangélica les permiten encontrarse.

## Reparto
- Roma Downey : Elizabeth Baxter
- Ted McGinley : John Baxter
- Ali Cobrin : Kari Baxter Jacobs
- Masey McLain : Ashley Baxter
- Josh Pl:se : Luke Baxter
- Reilly Anspaugh : Erin Baxter Hogan
- Emily Peterson : Brooke Baxter West
- Cassidy Gifford : Reagan Peters
- Jake Allyn : Ryan Taylor
- Orel De La Mota : Landon Blake
- Loren Escandon : Pastor Mariana
- Jake Farree : Sam Hogan
- Jaclyn Chantell : Erika
- Alexa Sutherland : Lori Callahan
- Asher Morrissette : Cole Baxter
- Brandon Hirsch : Tim Jacobs
- Taylour Paige : Angela Manning
- Kai Caster : Dirk Bennett
- Eve Sigall : Irvel

## Producción
Roma Downey adquirió los derechos de adaptación de la serie de libros "Redemption" de Karen Kingsbury y trabajó en el desarrollo de la serie spin-off Los Baxter  durante 10 años, hasta su estreno en 2024.

## Estreno
Las tres primeras temporadas se estrenaron simultáneamente en Prime Video el 28 de marzo de 2024. 